# Terrasson-Lavilledieu
Terrasson-Lavilledieu ist eine französische Gemeinde mit 6262 Einwohnern (Stand 1. Januar 2022) im Département Dordogne in der Region Nouvelle-Aquitaine. Die Bewohner werden Terrassonnais und Terrassonnaises genannt.
Die Gemeinde erhielt 2022 die Auszeichnung „Vier Blumen“, die vom Conseil national des villes et villages fleuris (CNVVF) im Rahmen des jährlichen Wettbewerbs der blumengeschmückten Städte und Dörfer verliehen wird.

## Geografie

### Lage
Terrasson-Lavilledieu liegt rund 80 m über dem Meeresspiegel am östlichen Rand des Départements an der Grenze zum benachbarten Département Corrèze und am nördlichen Rand der Landschaft des Périgord noir. Brive-la-Gaillarde ist circa 18 Kilometer Luftlinie in östlicher Richtung entfernt, Sarlat-la-Canéda circa 28 Kilometer in südlicher Richtung und Périgueux circa 47 Kilometer in westlicher Richtung.
Umgeben wird Terrasson-Lavilledieu von den elf Nachbargemeinden:
| Beauregard-de-Terrasson Villac     | Cublac (Corrèze)                            |                                    |
| Le Lardin-Saint-Lazare             | Kompassrose, die auf Nachbargemeinden zeigt | Mansac (Corrèze) Pazayac           |
| Coly-Saint-Amand Condat-sur-Vézère | La Cassagne                                 | Les Coteaux Périgourdins La Dornac |

### Hydrografie
Terrasson-Lavilledieu liegt im Einzugsgebiet der Garonne und wird durchquert von der Vézère und ihr rechter Nebenfluss, die Elle, die westlich des Gemeindezentrums in die Vézère mündet. Der Fluss Coly durchquert nur einen kleinen Teil des südlichen Gemeindegebiets, bevor er im Ortsgebiet von Condat-sur-Vézère als linker Nabenfluss in die Vézère mündet. Weitere Fließgewässer der Gemeinde sind der Ruisseau Ribeyrol und der Ruisseau de Fondanger.

### Bodennutzung

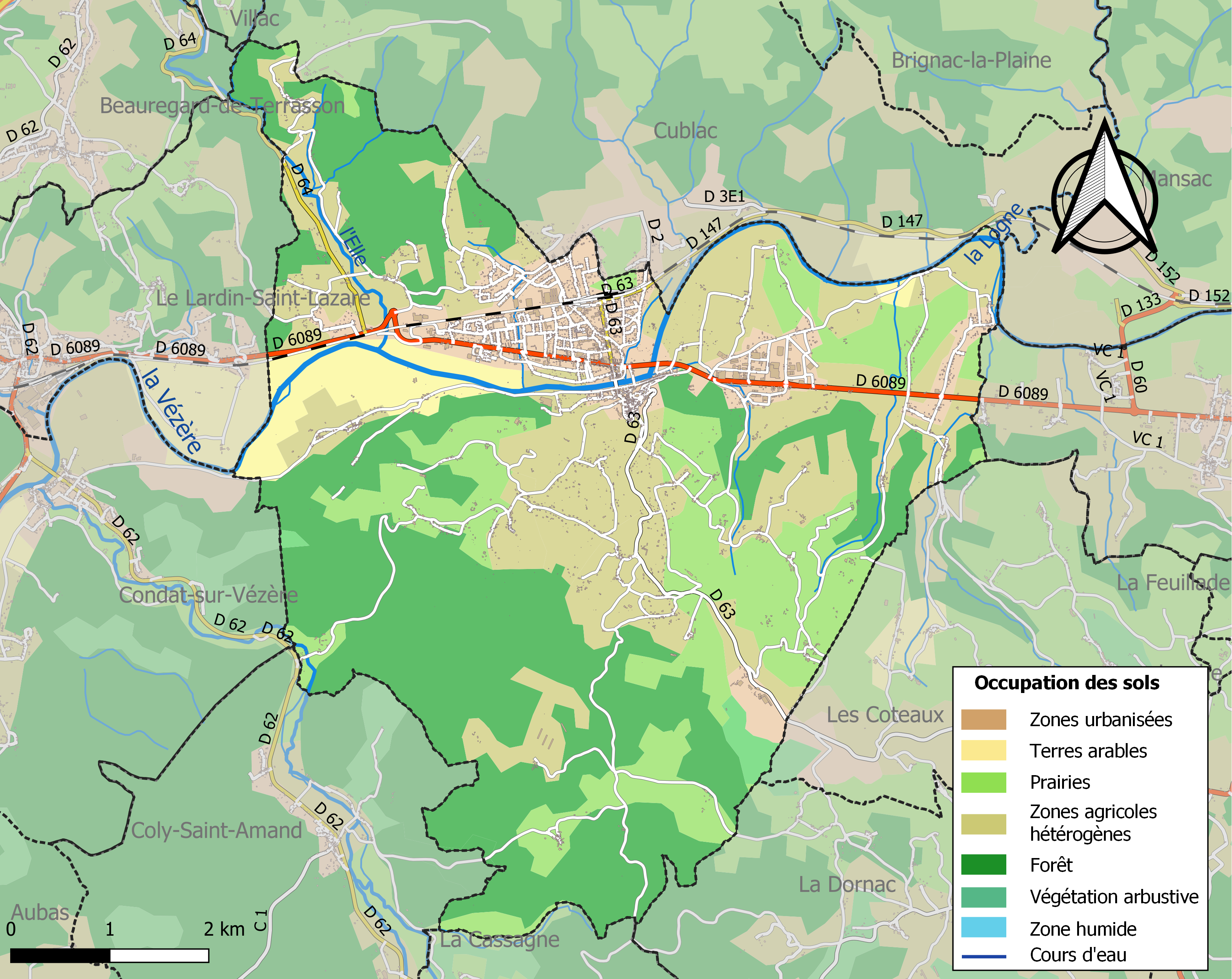
Bodennutzung und Infrastruktur der Gemeinde (2018)

Die Bodennutzung der Gemeinde, wie sie aus der europäischen biophysikalischen Landbedeckungsdatenbank CORINE Land Cover (CLC) hervorgeht, ist gekennzeichnet durch landwirtschaftliche Gebiete (51,7 % im Jahr 2018).
Die detaillierte Verteilung im Jahr 2018 sieht wie folgt aus:

## Geschichte
Wie im gesamten Vézère-Tal ist die menschliche Besiedlung seit prähistorischen Zeiten belegt. Davon zeugen Höhlen und Schutzhütten, die in den Kalksteinfelsen gegraben wurden. In gallo-römischer Zeit wurden Dörfer an verschiedenen Orten gegründet: Gaubert, La Boissière, Teyssenat, Lavilledieu. Das eigentliche Wachstum der Stadt fand im Mittelalter mit der Einrichtung eines vom Einsiedler Sorus gegründeten Klosters statt.
Der Legende nach wäre er auf der Suche nach einem Ort für den Bau eines neuen Klosters zu einer Freilassung von Tauben gegangen und hätte ausgerufen, sobald sie gelandet seien: „terra sunt!“ „Sie sind buchstäblich auf dem Boden“. Wahrscheinlicher ist der Ursprung in der okzitanischen Sprache zu suchen, in der „terras“ eine kleine Erhebung der Erde bezeichnet.
Mit dem Bau der ersten festen Brücke im 12. Jahrhundert über die Vézère wurde die Stadt zu einem wichtigen Durchgangs- und Überfahrtsort. Vom 14. bis zum 15. Jahrhundert schadete der Hundertjährige Krieg der Kirche Saint Sour, die auf den Ruinen eines romanischen Gebäudes errichtet wurde. Während der Renaissance, im 16. Jahrhundert, stärkte Terrasson seine Position in Handels- und Rechtsangelegenheiten. Franz I. führte einen Markt und vier jährliche Messen ein. Das Bouquier-Haus und die Rue Margontier veranschaulichen diese Zeit.
Dann kamen die Hugenottenkriege. An der Kreuzung der beiden großen Königsstraßen von Limoges nach Toulouse und von Lyon nach Bordeaux erlaubte nur die Brücke von Terrasson die Überquerung des Flusses. Die Abtei wurde zu einem begehrten Zentrum des Widerstands und Terrasson sollte nur Ruinen und Verwüstung daraus ziehen. Die Französische Revolution schuf die Gemeinden mit Terrasson am linken Ufer und Lavilledieu am rechten Ufer.
Wichtige Errungenschaften im Verkehrsbereich im 19. Jahrhundert waren die Eröffnung der Straße nach Brive unter dem Felsen von Malpas, der Bau der Pont Neuf zwischen 1825 und 1833 mit Unterstützung von Karl X. und Bau der Eisenbahn von 1860 bis 1867.
Das 20. Jahrhundert erlebte mit der Industrialisierung des Tals (Kohlebergwerke, Glasherstellung und fortschrittliche Technologien) ein demografisches Wachstum. Im Juni 1944 musste Terrasson dem Krieg Tribut zollen. Die Rue Margontier, das Rathaus und die Archive verschwanden in den Flammen.
1963 schlossen sich die Gemeinden Terrasson und Lavilledieu zusammen, um Terrasson-la-Villedieu zu gründen. Dieser Name wurde per Dekret vom 22. Dezember 1997 in Terrasson-Lavilledieu geändert.
1978 brachte die Pont de l’Europe, die dritte Terrasson-Lavilledieu-Brücke, frischen Wind in die Altstadt. Ab den 90er Jahren begann für die Stadt eine neue Dynamik. Das erstaunliche Wachstum von Terrasson-Lavilledieu fand unter Beachtung der wichtigsten Ausgewogenheiten statt, die zur Lebensqualität beitragen.

## Bevölkerungsentwicklung
| Terrasson-Lavilledieu: Einwohnerzahlen von 1793 bis 2016                                                                   | Terrasson-Lavilledieu: Einwohnerzahlen von 1793 bis 2016 | Terrasson-Lavilledieu: Einwohnerzahlen von 1793 bis 2016 | Terrasson-Lavilledieu: Einwohnerzahlen von 1793 bis 2016 | Terrasson-Lavilledieu: Einwohnerzahlen von 1793 bis 2016 |
| --- | -------------------------------------------------------- | -------------------------------------------------------- | -------------------------------------------------------- | -------------------------------------------------------- |
| Jahr |                                                          |                                                          |                                                          | Einwohner                                                |
| 1793 | 1793                                                     |                                                          | 2.398                                                    | 2.398                                                    |
| 1800 | 1800                                                     |                                                          | 2.969                                                    | 2.969                                                    |
| 1806 | 1806                                                     |                                                          | 2.880                                                    | 2.880                                                    |
| 1821 | 1821                                                     |                                                          | 2.709                                                    | 2.709                                                    |
| 1831 | 1831                                                     |                                                          | 2.935                                                    | 2.935                                                    |
| 1836 | 1836                                                     |                                                          | 2.945                                                    | 2.945                                                    |
| 1841 | 1841                                                     |                                                          | 2.893                                                    | 2.893                                                    |
| 1846 | 1846                                                     |                                                          | 3.095                                                    | 3.095                                                    |
| 1851 | 1851                                                     |                                                          | 3.220                                                    | 3.220                                                    |
| 1856 | 1856                                                     |                                                          | 3.336                                                    | 3.336                                                    |
| 1861 | 1861                                                     |                                                          | 3.234                                                    | 3.234                                                    |
| 1866 | 1866                                                     |                                                          | 3.682                                                    | 3.682                                                    |
| 1872 | 1872                                                     |                                                          | 3.680                                                    | 3.680                                                    |
| 1876 | 1876                                                     |                                                          | 3.884                                                    | 3.884                                                    |
| 1881 | 1881                                                     |                                                          | 4.078                                                    | 4.078                                                    |
| 1886 | 1886                                                     |                                                          | 3.997                                                    | 3.997                                                    |
| 1891 | 1891                                                     |                                                          | 3.864                                                    | 3.864                                                    |
| 1896 | 1896                                                     |                                                          | 3.737                                                    | 3.737                                                    |
| 1901 | 1901                                                     |                                                          | 3.627                                                    | 3.627                                                    |
| 1906 | 1906                                                     |                                                          | 3.572                                                    | 3.572                                                    |
| 1911 | 1911                                                     |                                                          | 3.794                                                    | 3.794                                                    |
| 1921 | 1921                                                     |                                                          | 3.413                                                    | 3.413                                                    |
| 1926 | 1926                                                     |                                                          | 3.570                                                    | 3.570                                                    |
| 1931 | 1931                                                     |                                                          | 3.510                                                    | 3.510                                                    |
| 1936 | 1936                                                     |                                                          | 3.657                                                    | 3.657                                                    |
| 1946 | 1946                                                     |                                                          | 3.751                                                    | 3.751                                                    |
| 1954 | 1954                                                     |                                                          | 3.684                                                    | 3.684                                                    |
| 1962 | 1962                                                     |                                                          | 4.146                                                    | 4.146                                                    |
| 1968 | 1968                                                     |                                                          | 5.528                                                    | 5.528                                                    |
| 1975 | 1975                                                     |                                                          | 6.221                                                    | 6.221                                                    |
| 1982 | 1982                                                     |                                                          | 6.305                                                    | 6.305                                                    |
| 1990 | 1990                                                     |                                                          | 6.004                                                    | 6.004                                                    |
| 1999 | 1999                                                     |                                                          | 6.180                                                    | 6.180                                                    |
| 2006 | 2006                                                     |                                                          | 6.336                                                    | 6.336                                                    |
| 2011 | 2011                                                     |                                                          | 6.261                                                    | 6.261                                                    |
| 2016 | 2016                                                     |                                                          | 6.148                                                    | 6.148                                                    |
| Quelle(n): EHESS/Cassini bis 1999, INSEE ab 2006 Anmerkung(en): Ab 1962 offizielle Zahlen ohne Einwohner mit Zweitwohnsitz |                                                          |                                                          |                                                          |                                                          |

Die folgende Grafik zeigt die Entwicklung der Altersgruppen der Bewohner der Gemeinde. Der Anteil der über 60-jährigen (34,3 %) im Jahr 2019 liegt unterhalb des entsprechenden Durchschnitts des Départements (36,6 %) aber weit oberhalb des Durchschnitts der France métropolitaine mit 26,2 %. Zu bemerken ist die wachsende Überalterung anhand des Zuwachses der über 45-Jährigen und der sinkende Anteil der Altersgruppen darunter.
Die folgende Grafik zeigt den Anteil der Bewohner der Gemeinde nach Art der Beschäftigung im erwerbstätigen Alter im Jahr 2019. Der Anteil der Erwerbstätigen (56,9 %) liegt hierbei sehr weit unter dem Durchschnitt des Départements (63,4 %) und dem Wert der France métropolitaine (64,7 %). Der Anteil der Erwerbslosen (14,6 %) liegt hingegen über dem Durchschnitt des Départements (10,0 %) und der France métropolitaine (9,6 %).

## Sehenswürdigkeiten
- Höhle aus dem Jungpaläolithikum von Saint-Sours, seit 1948 als Monument historique klassifiziert
- Schloss Le Fraysse, seit 2001 als Monument historique eingeschrieben
Das Schloss ist im Besitz der Familie Saint-Exupéry seit Ende des 14. Jahrhunderts. Wiederverwendung der Reste eines ersten Feudalbaus (13. oder 14. Jahrhundert), dessen Fassade im Untergeschoss erhalten ist, als Unterbau des modernen Schlosses. Das alte Erdgeschoss des mittelalterlichen Wehrhauses wird derzeit als Keller genutzt. Während der Episoden der Religionskriege und der Fronde wurde die Burg mehrmals niedergebrannt. Nach der Fronde schien die Notwendigkeit, sich zu verteidigen, nicht mehr wesentlich, und die Burg öffnete sich nach außen. Das Gebäude wurde im 17. und 18. Jahrhundert erweitert. Auch die Innenausstattung wurde überarbeitet: Holzarbeiten, Haupttreppe, die in den ersten Stock führt. Die Arbeiten wurden 1789 unterbrochen und 1815 wieder aufgenommen. Zu Beginn des 18. Jahrhunderts wurde auch vor der Nordfassade eine Terrasse in Böschungen angelegt. Die Terrasse wird im Osten und Westen von den Überresten zweier Türme der alten mittelalterlichen Mauern flankiert. Der Park wurde im 18. und 19. Jahrhundert angelegt. Ein rechteckiges Becken nimmt den westlichen Teil der Terrasse ein. Ein kleines Oratorium, das der Jungfrau Maria gewidmet ist, wurde 1852 gebaut.
- Abteikirche Saint-Sour in La Nicle, seit 2001 als Monument historique eingeschrieben
Unter Bertrand de Rouffignac (1491–1505) begonnen, wurde die Klosterkirche von Bertrand de la Faye (1520–1540) in Flamboyantgotik vollendet. Während der Religionskriege 1569 wurden die neuen Gebäude niedergebrannt, was zum Niedergang der Abtei führte, der sich im 17. und 18. Jahrhundert verstärkte. Die Kirche wurde im 19. Jahrhundert restauriert.
- Kapelle Notre-Dame du Mouret, seit 2001 als Monument historique eingeschrieben
Kapelle vom Ende des 12. Jahrhunderts, Überbleibsel eines kleinen Priorats, das der Abtei von Terrasson unterstand. Das Gebäude wurde im Westteil sichtbar umgestaltet, sowohl an der Fassade (14. bis 15. Jahrhundert) als auch am Portal, dessen Zierelemente teilweise an das 16. Jahrhundert erinnern. Das Priorat verschwand zu einem unbekannten Zeitpunkt. Die Kapelle ist ein rechteckiges Gebäude mit Schieferdach, einem einzigen Kirchenschiff, einer flachen Apsis und einem von einem Nischengrab flankierten Westportal. Eine kleine Glockenturmwand mit einem Erker unterbricht diese Westfassade. Das Westportal besitzt drei Wölbungen und scheint das Ergebnis mehrerer Neugestaltungen zu sein. In der Gotik wurde das romanische Portal unter Wiederverwendung der Kapitelle wieder aufgebaut. Dann wurde im 16. Jahrhundert auf der ersten Wölbung eine gemeißelte Verzierung angebracht.
- Romanische Kirche in Lavilledieu mit einer Glocke aus Eisen aus dem Hochmittelalter, die seit 1905 als Monument historique der beweglichen Objekte klassifiziert ist
- Alte Brücke aus dem Mittelalter, seit 1904 als Monument historique klassifiziert
- Bouquier-Haus, seit 1949 als Monument historique eingeschrieben
Haus vom Ende des 15. oder Anfang des 16. Jahrhunderts, bestehend aus einem Hauptgebäude mit einem leicht vorspringenden quadratischen Turm in der Mitte. Die Fenster hatten Sprossen, die heute verschwunden sind. Dachgaube mit profilierten und gemeißelten Pfosten, überragt von einer Renaissance-Muschel. Dieses Haus ist das einzige verbliebene Zeugnis alter Architektur in Terrasson.
- Schloss Jeanne d’Arc aus dem 19. Jahrhundert
- Gärten der Fantasie, seit 2007 mit dem Label Patrimoine du XXe siècle versehen
 Die Jardins de l’Imaginaire mit Blick auf die Vézère und die Altstadt wurden Anfang der 1990er Jahre von den Landschaftsgestaltern Kathryn Gustafson und Philippe Marchand sowie dem Architekten Ian Ritchie für das Kaltgewächshaus geschaffen. Sie bieten eine Reise in 13 Tafeln, die die Geschichte der Gärten in einer zeitgenössischen Interpretation nachzeichnen. Wasser ist das Hauptelement des Gartens, das insbesondere in einem schmalen Kanal und einer Wassertreppe fließt. Das Passivgewächshaus besteht aus einer Struktur aus Gabionenwänden (in einem Netz eingeschlossene Steine), die mit einem Glasdach bedeckt sind.

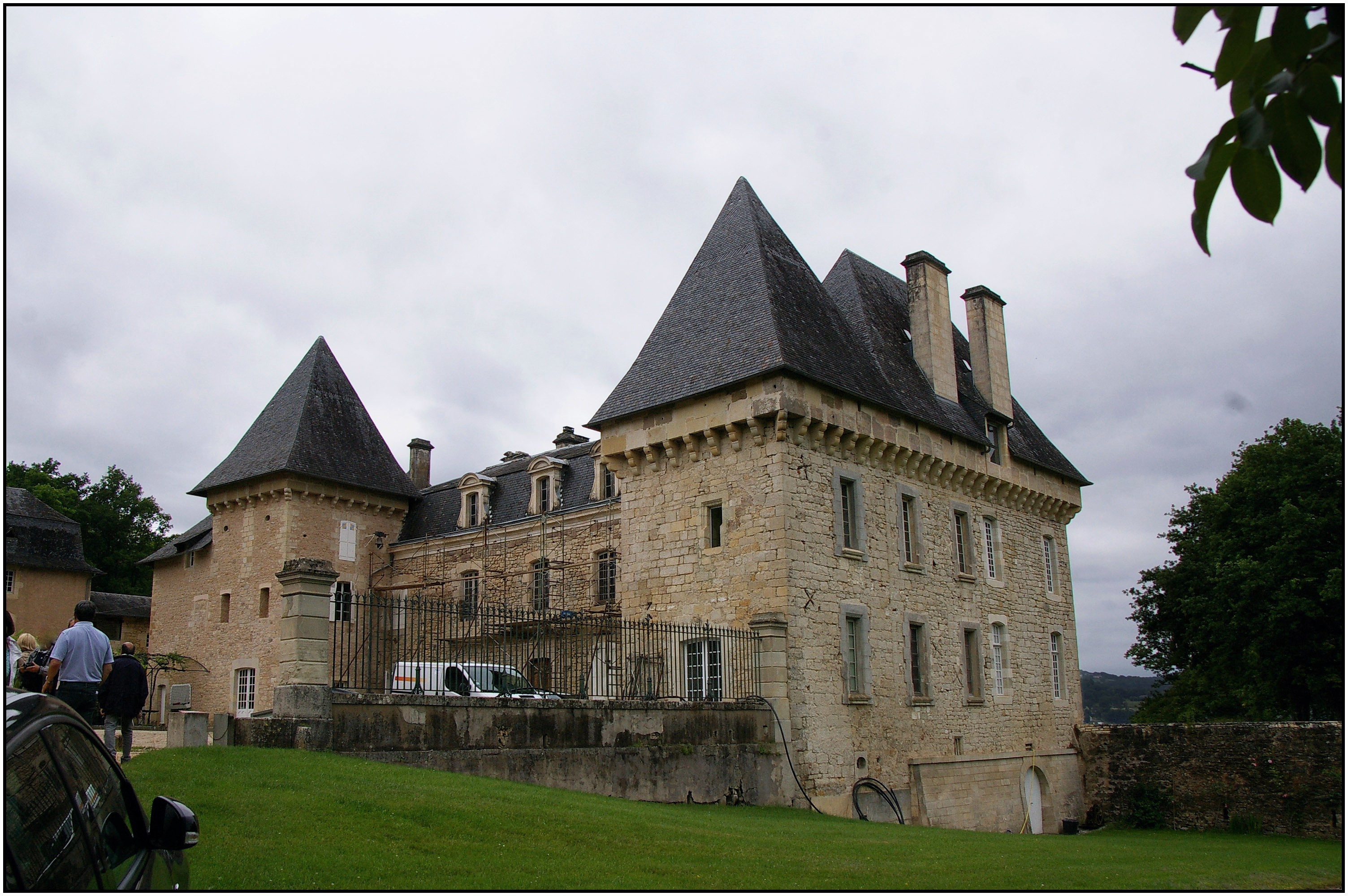
Schloss Le Fraysse
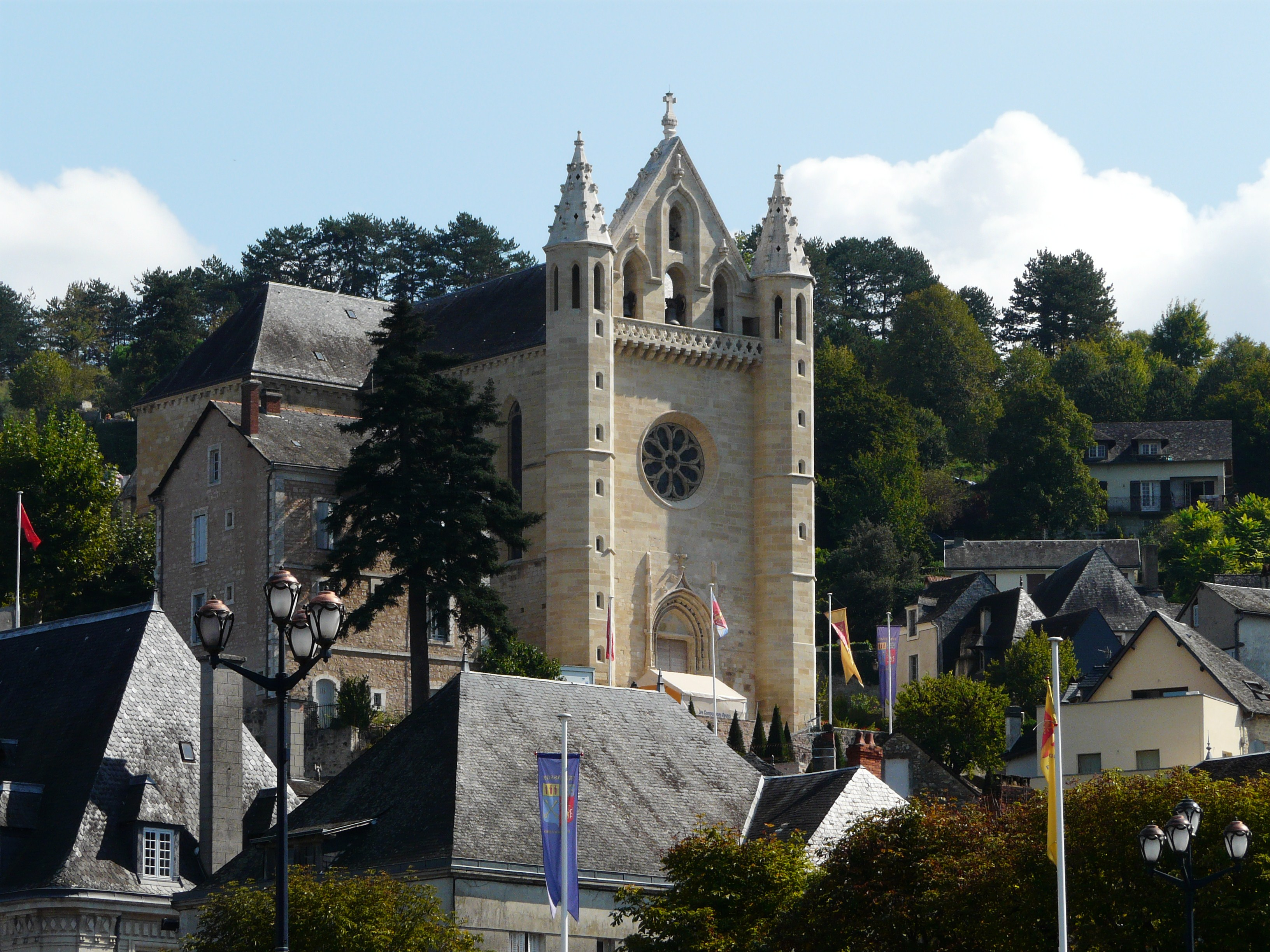
Abteikirche Saint-Sour
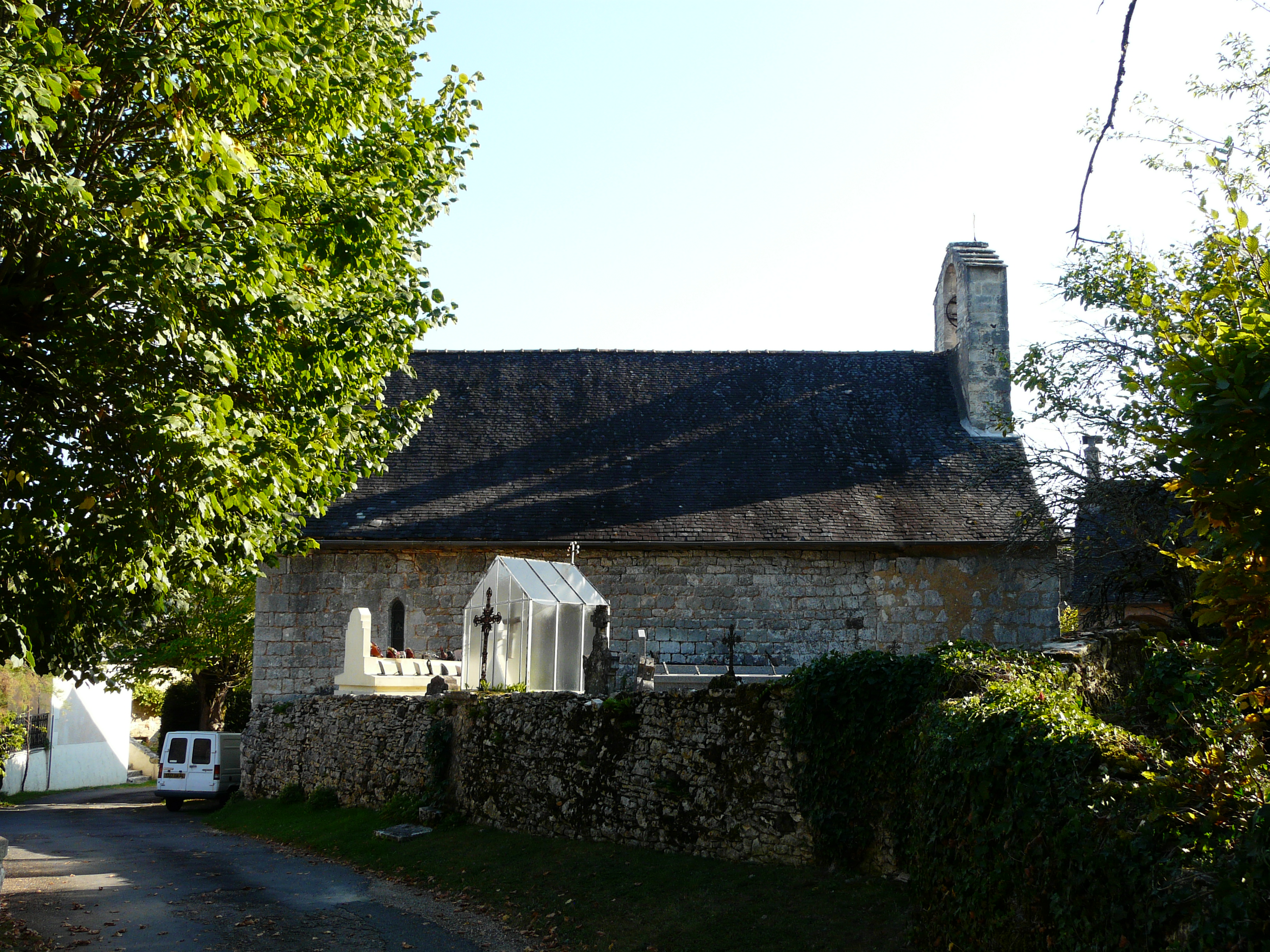
Kapelle Notre-Dame du Mouret
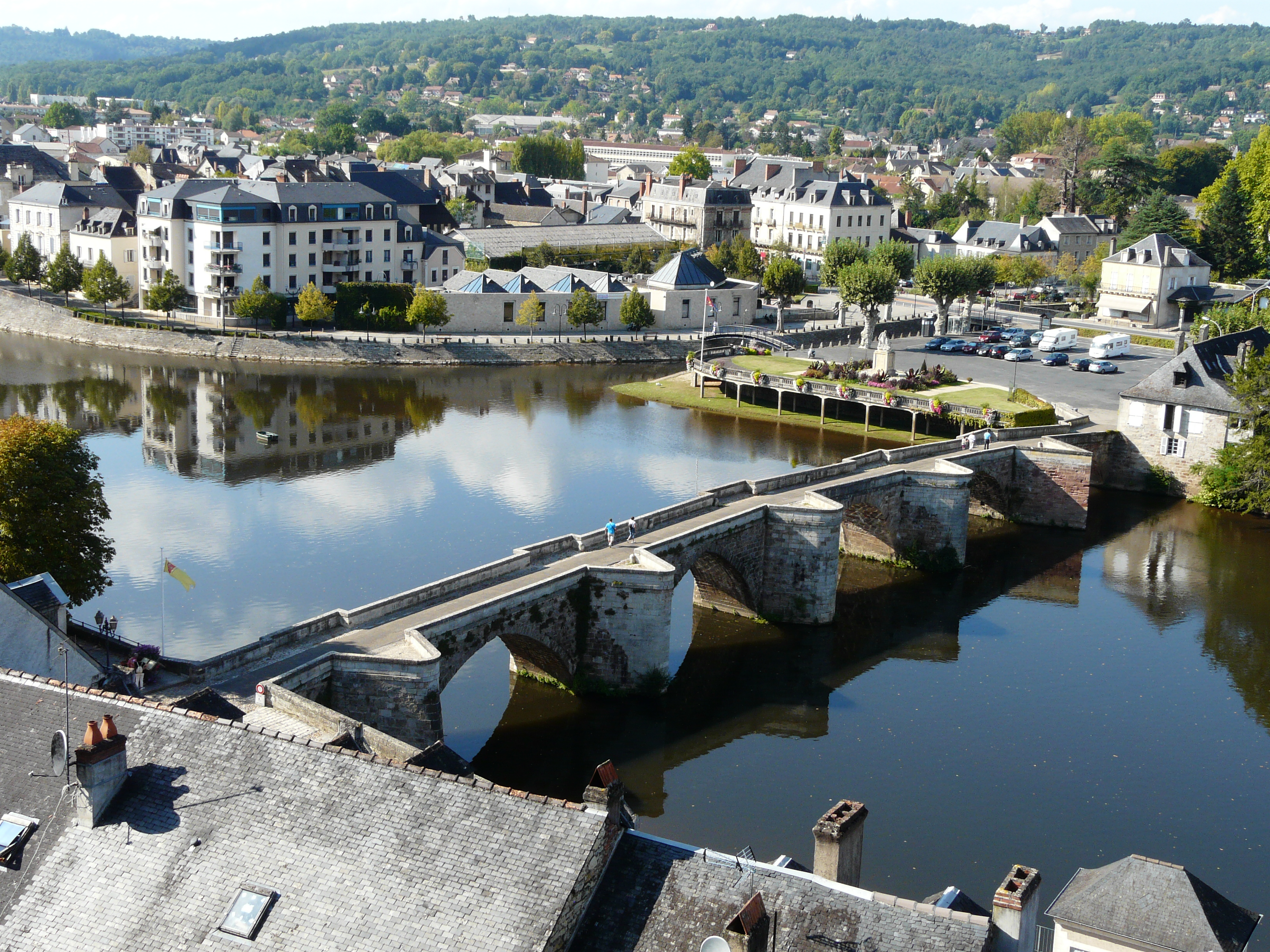
Alte Brücke
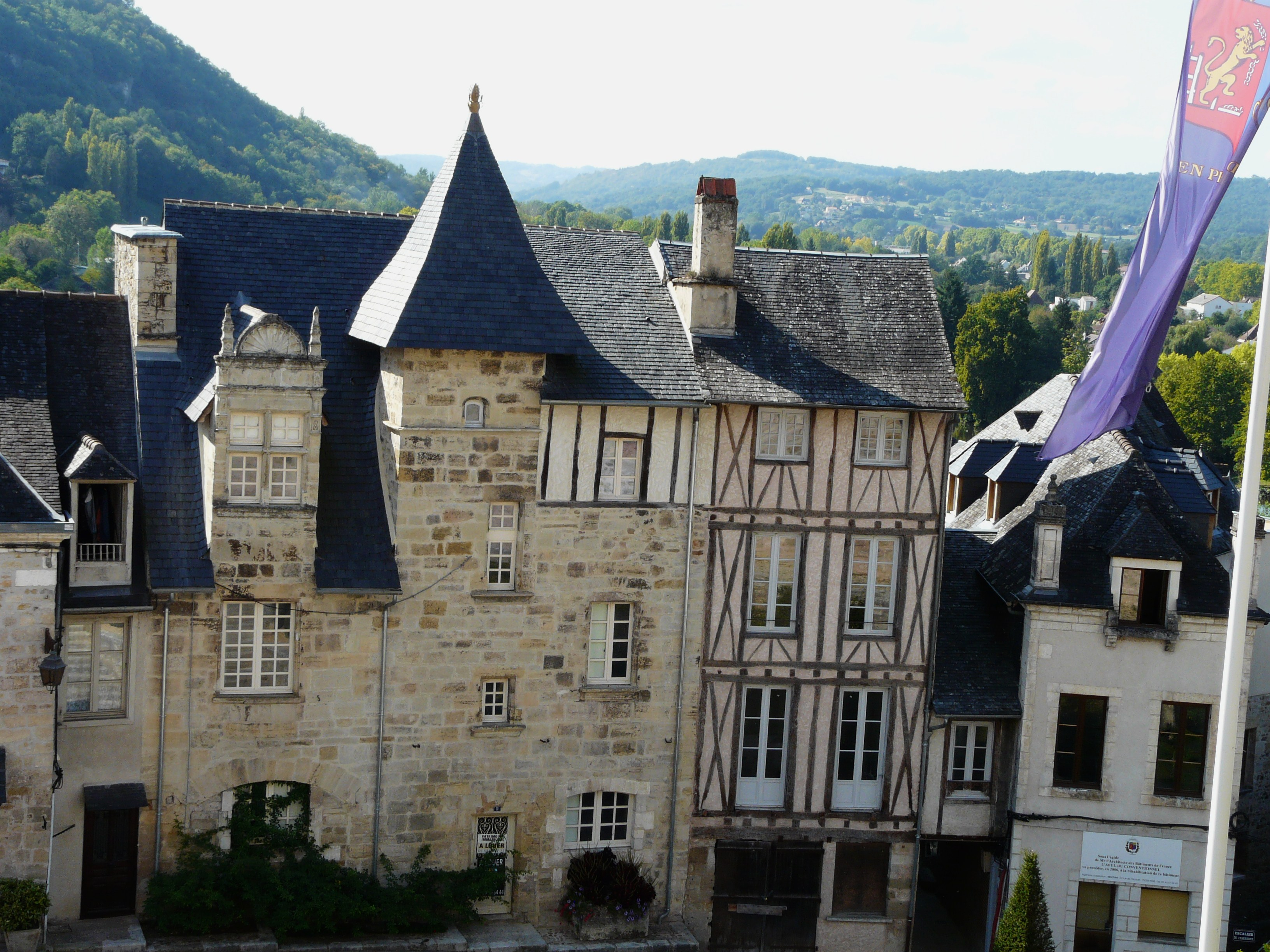
Bouquier-Haus
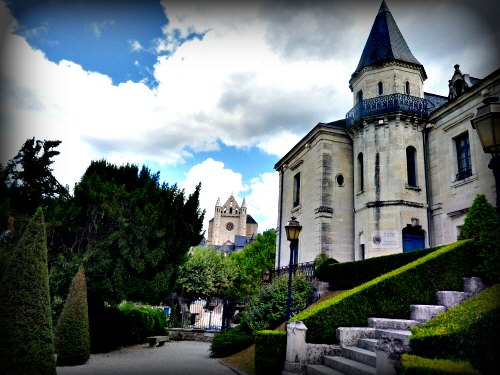
Schloss Jeanne d’Arc
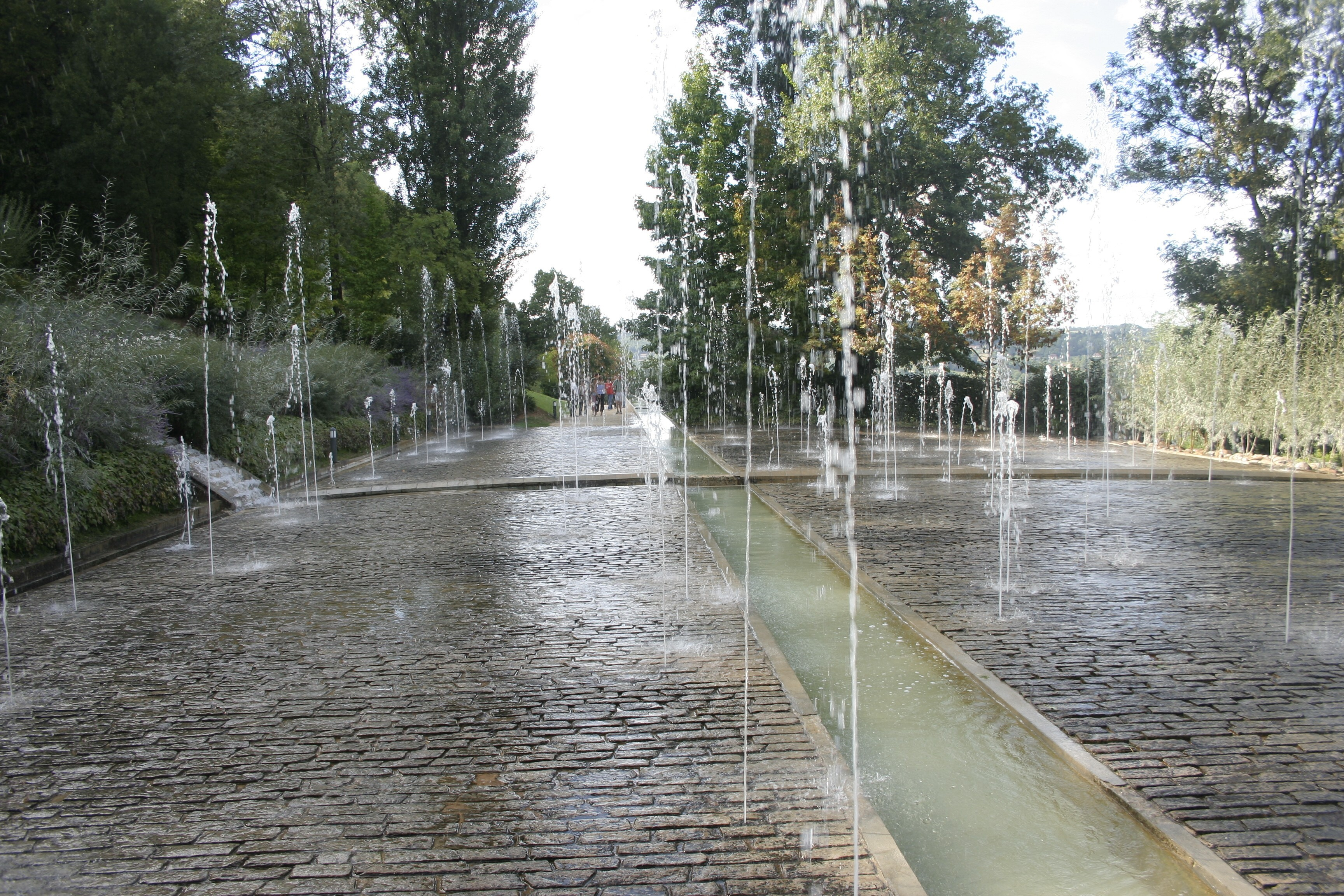
Gärten der Fantasie

## Bildung
Die Gemeinde verfügt über drei öffentliche Vorschulen und eine öffentliche Grundschule, sowie das Collège Jules Ferry und das Lycée Antoine de Saint-Exupéry.

## Wirtschaft

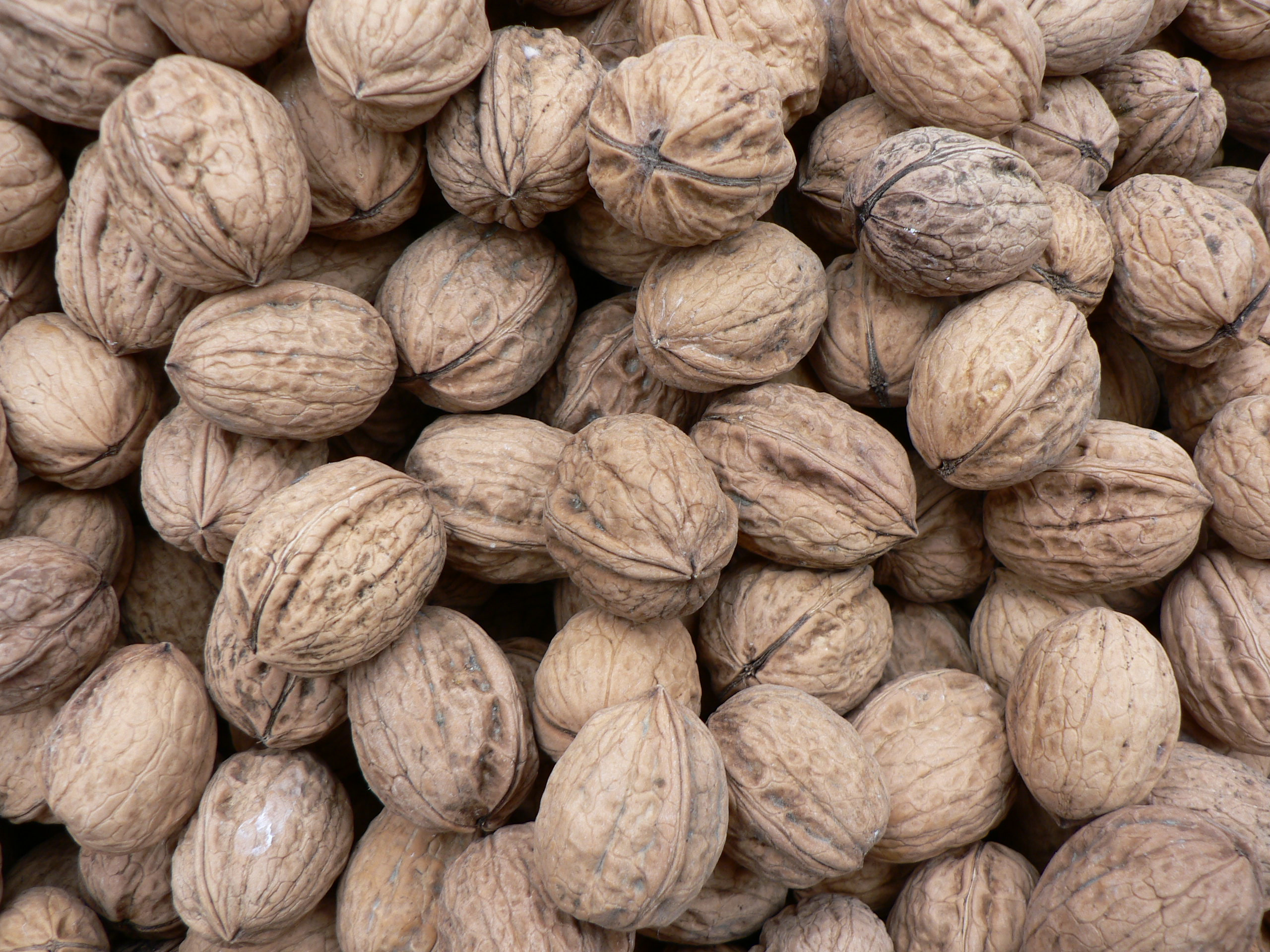
Walnüsse

Terrasson-Lavilledieu liegt in den Zonen AOC der Noix du Périgord, der Walnüsse des Périgord, und des Nussöls des Périgord.
Die folgende Grafik zeigt die Anzahl der Arbeitsplätze in Terrasson-Lavilledieu nach Branchen:
Die Branchen mit den meisten Betrieben der Gemeinde außerhalb der Landwirtschaft sind (Stand: 31. Dezember 2020):
- Handel, Transport, Beherbergung und Gastronomie (36,5 %)
- Bauwirtschaft (13,5 %)
- Öffentliche Verwaltung, Bildung, Gesundheit und Soziales (12,6 %).[9]

Seit 1989 verfügt Terrasson-Lavilledieu über eine wirtschaftliche Beobachtungsstelle mit dem Auftrag, Unternehmen in der Gründungs- oder Entwicklungsphase, Handwerker, den Handel und die Tourismuswirtschaft zu unterstützen und zu begleiten.
Die wirtschaftliche Beobachtungsstelle begleitet insbesondere die Entwicklung von vier Tätigkeitsgebiete: der ZAES (Zone d’activité économique) von Moulin Rouge, der ZAES von Guinassou, des Gewerbegebiets von Coutal und des Industriegebiets von Coutal und verwaltet die Wirtschaft von Terrassonnais, die 12 Unternehmen und 1200 Arbeitsplätze repräsentiert.
Derzeit wird ein zukünftiges interkommunales Gewerbegebiet „Périgord Aquitaine“ vermarktet, das sich über 30 Hektar in der Erweiterung des Gewerbegebiets Coutal erstreckt. Insgesamt sind in Terrasson-Lavilledieu hundert Hektar der Wirtschaft gewidmet.
Diese Beobachtungsstelle wurde 2015 um ein neues Zentrum für Wohnungsbau bereichert. Oberstes Ziel ist die Vereinfachung der Verfahren für die Bürgerinnen und Bürger durch die Einrichtung eines One-Stop-Shops, der alle Dienstleistungen der Stadtplanung im weiteren Sinne (Aufnahme von Neubürgern, Erteilung von Baugenehmigungen, Projektbegleitung bei Machbarkeitsstudien usw.) an einem Ort vereint.

## Sport und Freizeit
Die Gemeinde verfügt über zwei Rugby-Plätze, drei Tennisplätze und zwei Fußballplätze.
Der Fernwanderweg GR 461 nach Montignac-Lascaux beginnt bzw. endet in der Gemeinde.

## Verkehr

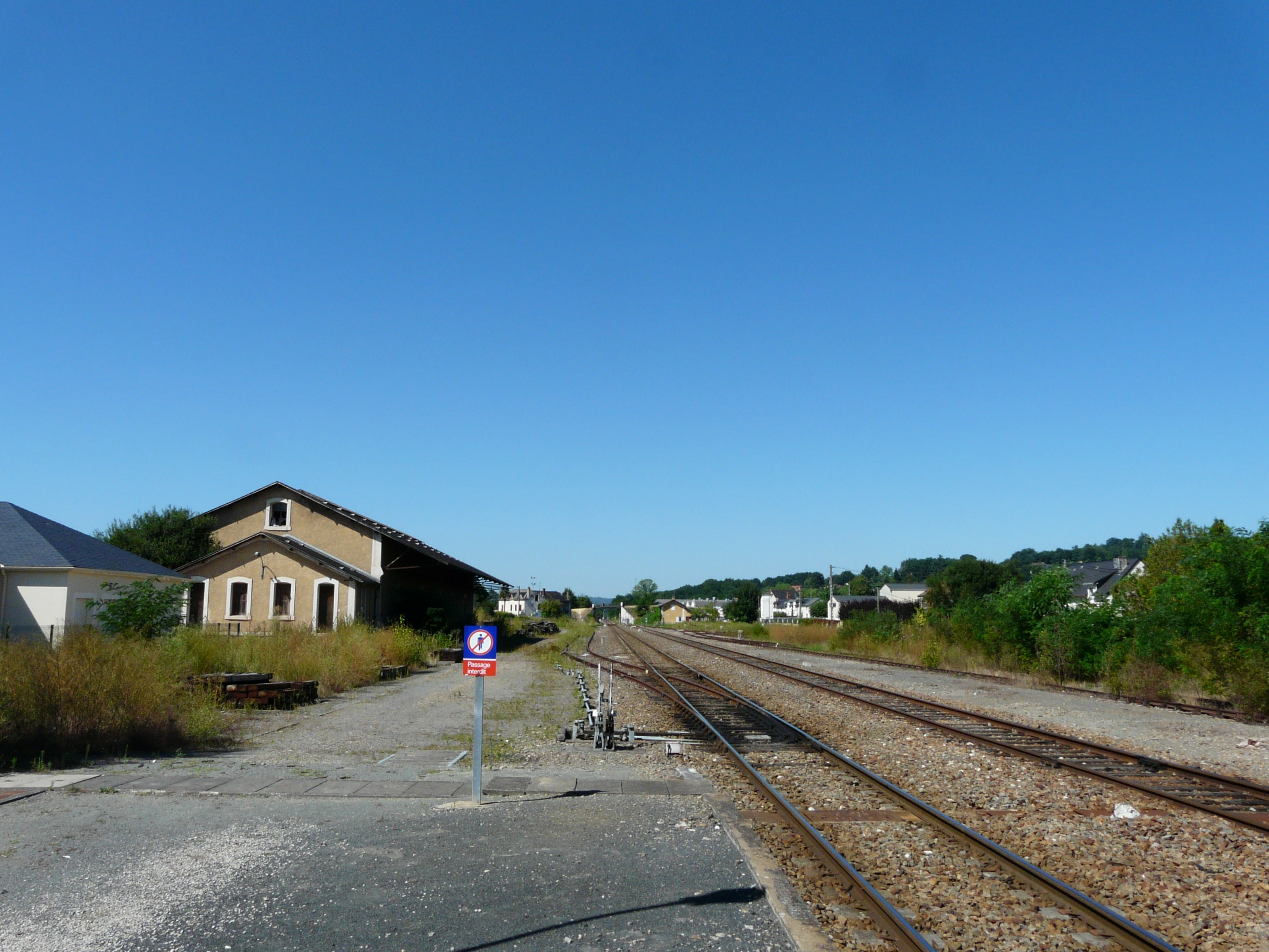
Bahnhof von Terrasson

Terrasson hat einen Bahnhof an der Bahnstrecke Coutras–Tulle, der mit Zügen vom TER Nouvelle-Aquitaine, einer Regionalbahn der staatlichen SNCF, mit der Linie von Tulle nach Périgueux angefahren wird.
Eine Buslinie verbindet die Gemeinde mit Montignac-Lascaux im Westen und Brive-la-Gaillarde im Osten.
Die Route départementale 6089, die ehemalige Route nationale 89, durchquert das Gebiet der Gemeinde von Ost nach West und verbindet sie mit Brive-la-Gaillarde im Osten und mit Périgueux im Westen. Die parallel verlaufende, nördlich des Gemeindegebiets gebaute Autoroute A 89 La Transeuropéenne entlastet den innerstädtischen Verkehr. Die Ausfahrt 18 liegt circa 12 Kilometer vom Ortszentrum entfernt.

## Städtepartnerschaften
- Wiesbaden-Bierstadt, Deutschland, seit 1991
- Bodegraven, Niederlande, seit 1992
- Theux, Belgien, seit 1994